# Schistosomóza

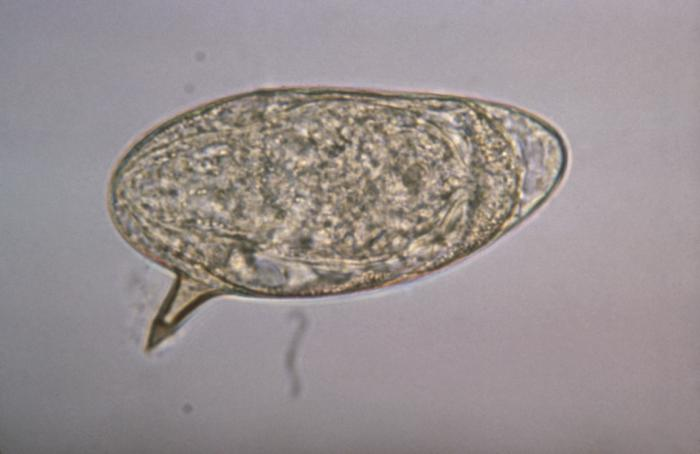
Vajíčko Schistosoma mansoni

Schistosomóza (dříve též bilharzióza) je významné parazitární onemocnění člověka a zvířat způsobené krevními motolicemi rodu Schistosoma (krevnička). Onemocnění bývá ve formě střevní, jaterní a urogenitální. Jedná se o nejvýznamnější infekční onemocnění lidí helmintického původu na světě. Celosvětově je infikováno přes 200 miliónů lidí a dalších 600 miliónů je vystaveno riziku nákazy. Onemocnění se vyskytuje v 76 zemích, přičemž více než 80 % nakažených lidí pochází ze subsaharské Afriky.

## Historie nemoci
Původci onemocnění byli identifikováni v egyptských mumiích starých více než 5000 let. Schistosomóza je známá rovněž ze starověké Číny. Původce – krevničku – poprvé popsal v roce 1851 mladý německý lékař Theodor Bilharz, jenž pracoval v Káhirské nemocnici. Podle něj se proto onemocnění původně jmenovalo bilharzióza. Nicméně dávno před jeho popisem existují záznamy o této nemoci pocházející ze starověkého Egypta – Ebersův, Berlínský, Hearstův i Londýnský papyrus. Tyto záznamy potvrdil bakteriolog Marc Armand Ruffer roku 1909, kdy jako první nalezl četná zkamenělá vajíčka schistosom ve dvou mumiích z XX. dynastie (1200–1075 př. n. l.). Dnes už ale také víme, že část případů těžké chudokrevnosti u Egypťanů bylo nutné připsat i na vrub jiného červa, střevního parazita měchovce lidského (dvanácterníkového), Ancylostoma duodenale. Červ byl obecně v zemi faraónů hlavním symbolem nemoci a věřilo se, že vzniká ze zkažených tělesných šťáv. Vedle utrpení místního obyvatelstva měnila močová schistosomóza smělé dobyvatelské plány římských legií i Napoleonova expedičního sboru, umírali na ni misionáři, cestovatelé a dobrodruzi, angličtí vojáci v búrské válce a spousty dalších.

## Původce
Onemocnění způsobují parazitičtí helminti (červi) patřící do kmene Platyhelmithes, třídy Trematoda, čeledi Schistosomatidae a rodu Schistosoma (krevnička). Jedná se tedy o motolice, které se lokalizují v cévách, respektive v žilách. Proto se také nazývají „krevní motolice“. Jejich vývojový cyklus zahrnuje mezihostitele – vodního plže rodů Bulinus a Biomphalaria. U člověka se vyskytuje celkem pět druhů schistosom s různým geografickým rozšířením a lokalizací v člověku:
- S. mansoni – střevní a jaterní schistosomóza;
- S. haematobium – močová schistosomóza;
- S. japonicum – jaterní a střevní schistosomóza;
- S. mekongi – střevní schistosomóza;
- S. intercalatum – střevní schistosomóza.

Člověk je hlavním hostitelem i rezervoárem těchto pěti druhů. Kromě těchto druhů se může člověk nakazit i dalšími druhy běžně parazitujícími u jiných savců. Například se může člověk nakazit druhy S. bovis a S. mattheei, jež se vyskytují u skotu a jiných přežvýkavců.

## Rozšíření

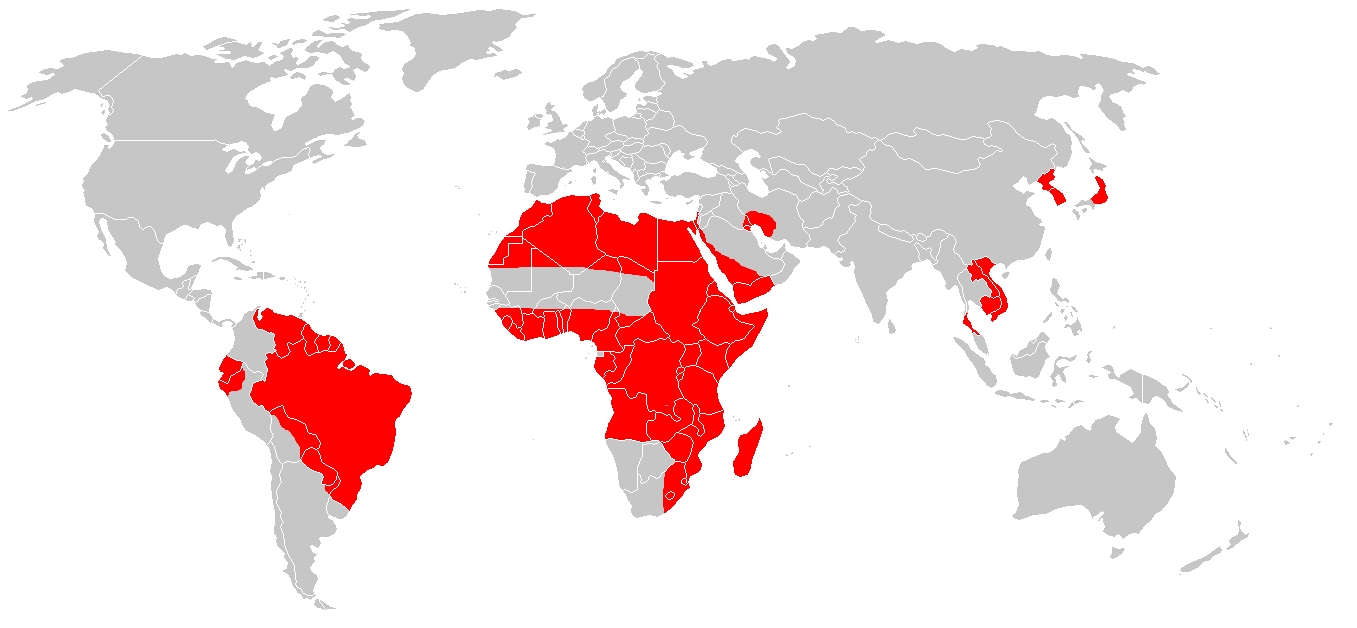
Rozšíření schistosomózy ve světě (červeně)

Schistosomóza se u lidí vyskytuje v tropickém a subtropické pásu Afriky, Asie a Ameriky.
- S. mansoni: západní a centrální Afrika, Střední Východ a Arabský poloostrov, s africkými otroky byla introdukována do Jižní Ameriky, kde se značně rozšířila (zejména Brazílie, Venezuela, Karibská oblast)
- S. haematobium: Egypt a celá severní Afrika, částečně i jižní střední Afrika, Arabský poloostrov, Střední Východ
- S. japonicum: Čína, Filipíny, Korejský poloostrov, Indonésie, dříve i Japonsko (poslední případ 1977, oficiální eradikace 1996)
- S. mekongi: Kambodža, Laos
- S. intercalatum: subsaharská Afrika

## Zdroj infekce a přenos
Zdrojem infekce lidských druhů schistosom jsou infikovaní lidé a primáti, kteří kontaminují vodu stolicí a močí. V případě, že je ve vodním zdroji přítomen vhodný mezihostitel, může probíhat vývojový cyklus motolic a z plžů se po určité době uvolňují furkocerkarie. Ty plavou ve vodě a hledají vhodného hostitele. Člověk se nakazí jakýmkoliv kontaktem s vodou obsahující plovoucí furkocerkarie. Koupání v oblastech s endemickým výskytem je tudíž velmi nebezpečné. Člověk se může nakazit i při brodění bažinou, rýžovými poli apod.

## Patogeneze a klinické příznaky
Průběh onemocnění a klinické příznaky závisí na intenzitě napadení (množství proniknuvších furkocerkarií), fázi infekce, imunitním stavu člověka a na tom, který orgán je postižen. Vlastní patogenním činitelem způsobujícím obraz nemoci nejsou samotní červi, nýbrž jimi nakladená vajíčka, která při své cestě ven z organismu poškozují tkáně a vyvolávají imunitní odpověď v podobě specifických zánětů.
V prvním invazivním stádiu nemoci se v místě průniku cerkarií do kůže objevuje asi po 48 hodinách ohraničená dermatitida (zánět kůže). Za 2–7 týdnů po infekci cerkáriemi se vyvíjí akutní schistosomóza (hyperergická reakce, Katayama’s fever) trvající po několik týdnů. Akutní schistosomóza souvisí s tím, že samičky motolic začínají klást vajíčka do tkání hostitele. Projevuje se horečkami, kašlem, bolestmi břicha, průjmem, hepatosplenomegálií (zvětšení jater a sleziny) a eosinofilií. Po několika měsících přechází v chronickou schistosomózu. Konkrétní příznaky a postižení orgánů pak závisí na druhu schistosomy.

### Močová schistosomóza
U močové schistosomózy (též urogenitální) způsobené S. haematobium je hlavním příznakem krev v moči a zánět močového měchýře. Motolice jsou usazeny v žilách močového měchýře a při průchodu vajíček z cévního řečiště jsou poškozovány tkáně močového ústrojí. Ve stěně močového měchýře postupně dochází k fibróze až kalcifikaci. Důsledkem fibrózy je potom selhávání ledvin a další s tím spojené komplikace. Další možnou komplikací je vznik nádorů močového měchýře.

### Střevní schistosomóza
Je způsobená druhy S. mansoni, S. japonicum, S. mekongi a je provázena hlenohnisavými krvavými průjmy, bolestmi břicha a zánětem střev. Ukládání vajíček ve stěně střeva vede k tvorbě granulační tkáně a vzniku pseudopolypů. To může vést až k totálnímu ucpání střev. Vajíčka pronikající do jater způsobují cirhózu jater.

### Jaterní schistosomóza
Samičky motolic (S. japonicum, S. mansoni) se usazují v žilní síti jater a vajíčka tak porušují jaterní tkáň a z toho plynou veškeré příznaky. Dochází k zvětšení jater, jaterní cirhóze. Narušení jaterní funkce se manifestuje vznikem edémů (typický je ascites = vodnatelnost v břišní dutině) a anémie.

## Terapie a prevence
Lékem volby všech druhů schistosomóz je praziquantel. U S. mansoni se rovněž používá oxamnichin. U močové schistosomózy se osvědčil i nitridazol.